# Martin Gwilt Jolley
Martin Gwilt Jolley, né le 9 octobre 1859 à Croydon dans le Surrey et mort en octobre 1917 en Angleterre, est un peintre britannique.

## Biographie
Martin Francis Gwilt Jolley naît le 9 octobre 1859 Croydon, fils de George Martin Guise Jolley et d'Adeline Jolley.
Il est élève de Jules Lefebvre et de Benjamin Constant à l'école des Beaux-Arts de Paris.
Il expose à la Royal Academy de 1887 à 1916. Son travail comprend des paysages et des peintures de personnages, avec des vues de Cornouailles et d'Europe continentale. Membre de l'école des peintres d'Étaples, il peint plusieurs tableaux, représentant la station balnéaire de Paris-Plage, et qui sont exposés, dans le musée du Touquet-Paris-Plage lors de son ouverture en 1932.
Son tableau, Steam Train in Carbis Bay, est l'une des nombreuses œuvres remarquables de l'exposition à Penlee House, Penzance, Cornwall : Dawn of a Colony: Lyrical Light ( St. Ives 1889-1914), du 14 juin au 13 septembre 2008.